# Droits LGBT au Costa Rica

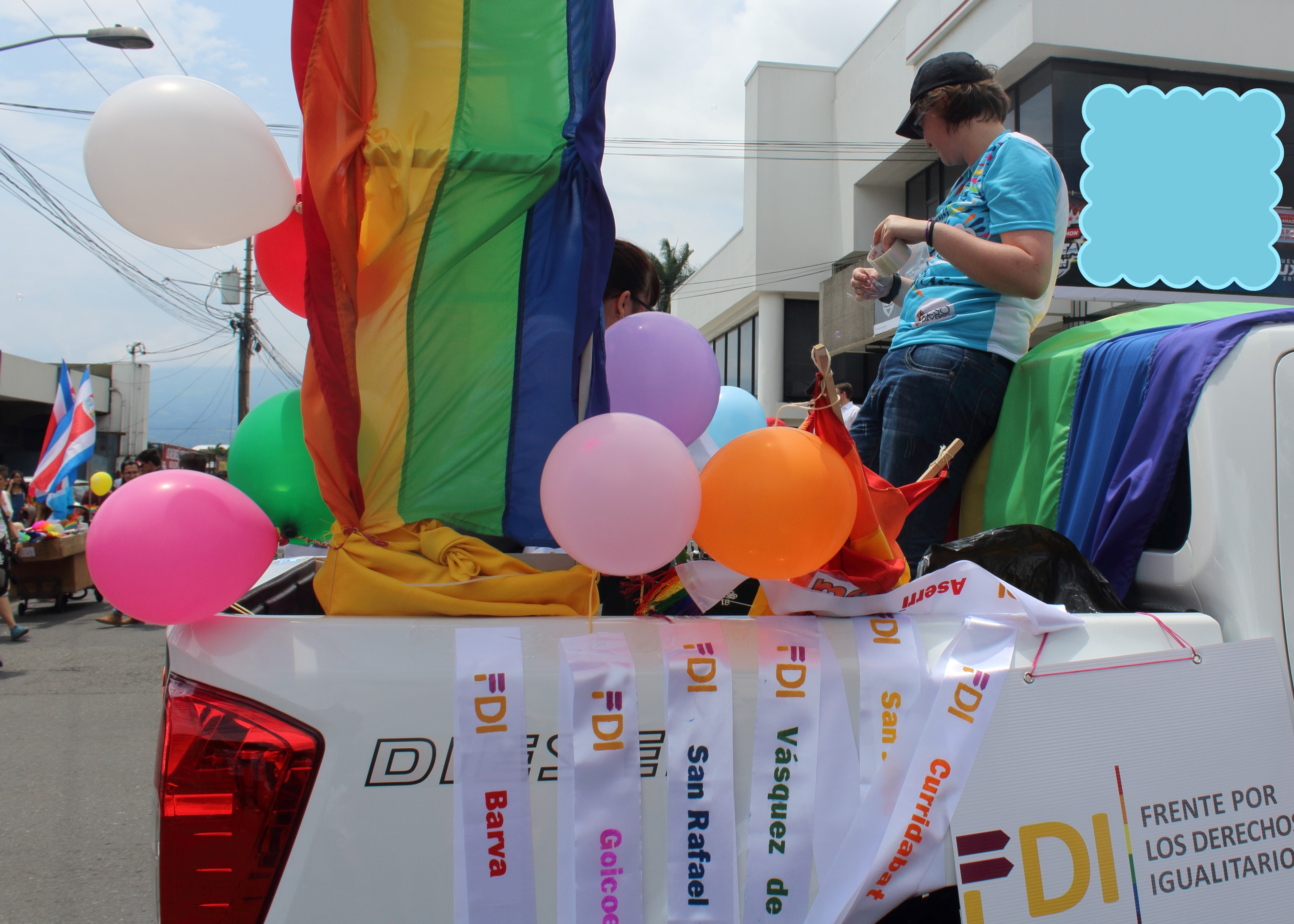
Marche de la diversité 2016 au Costa-Rica : voiture du Frente por los Derechos Igualitarios (Front pour l'égalité des droits).

Les lesbiennes, gays, bisexuels et personnes transgenres (LGBT) au Costa Rica font face à un ensemble de difficultés et de discriminations que ne vivent pas les personnes non-LGBT. Les relations homosexuelles y sont légales depuis 1971. Depuis 2013, les couples de même sexe peuvent bénéficier de certains avantages sociaux et économiques au même titre que les ménages hétérosexuels. Le mariage homosexuel au Costa Rica est légal depuis 2020. Il s'agit du premier pays d'Amérique centrale à faire passer cette mesure.

## Histoire
L'homosexualité est devenue un péché grave et un crime durant la domination espagnole. Après l'indépendance, elle demeura un crime jusqu'à la présidence de Tomás Guardia (1870-1882). Malgré sa  dépénalisation dans le cadre d'une vaste réforme du système juridique, l'homosexualité fut encore considérée comme une "péché infâme" durant cette période.
En 1971, un âge de consentement universel fut établi ainsi qu'une nouvelle loi interdisant « la sodomie scandaleuse », tout en maintenant le statut légal des rapports homosexuels entre adultes consentants dans un lieu privé. L'Article 382 du Code Pénal qui mentionne « la sodomie scandaleuse » a été abrogé en 2002, comme de nombreuses autres lois[source insuffisante].
Alors que l'homosexualité était techniquement légale, le harcèlement policier et les raids ciblant des personnes LGBT et des établissements privés était autrefois monnaie courante.
Le sujet du mariage entre personnes du même sexe est au cœur de la campagne de l'élection présidentielle costaricienne de 2018, à la suite d'une décision de la Cour interaméricaine des droits de l'homme en 2016 ; après la victoire de Carlos Alvarado, une loi le légalisant passe le 26 mai 2020. Le Costa Rica est le premier pays d'Amérique centrale à faire passer cette mesure,.
À la suite de l'organisation d'une marche des fiertés en juin 2024 à San José, le président Rodrigo Chaves limoge la ministre de la culture Nayuribe Guadamuz Rosales pour avoir autorisé la manifestation,.

## Vies lesbiennes
En 1990, le Premier Ministre Antonio Álvarez Desanti a annoncé qu'il ne permettrait pas aux femmes étrangères d'entrer au Costa Rica pour participer à une Encuentro, une rencontre internationale de femmes lesbiennes. Il donna l'ordre aux consulats Costa-ricains de ne pas délivrer de visas pour les femmes voyageant non-accompagnées d'un homme, en spécifiant que chacune de ces femmes serait arrêtée à l'aéroport.
Il informa également les compagnies aériennes soupçonnées d'avoir vendu des billets à des femmes voyageant seules, ou susceptibles de venir assister à cette rencontre, qu'elles seraient tenues de leur fournir un billet de retour immédiat. Lorsqu'on lui demanda la façon d'identifier des lesbiennes à l'aéroport, le premier ministre a mentionné les cheveux courts, le port du pantalon ou le fait de voyager seule. Les organisatrices changèrent les dates et le lieu de la réunion, qui a finalement eu lieu.
La Costa Rica possède la discothèque lesbienne la plus ancienne de l'Amérique centrale, La Avispa.